# Abel Liluala
Abel Liluala (Cabinda, 23 aprile 1964) è un arcivescovo cattolico della Repubblica del Congo, dal 6 gennaio 2024 arcivescovo metropolita di Pointe-Noire.

## Biografia
È nato a Cabinda, in Angola, il 23 aprile 1964.

### Formazione e ministero sacerdotale
Ha frequentato il seminario maschile a Tshela nella diocesi di Boma e successivamente ha studiato filosofia presso il seminario St. André Kaggwa a Kinshasa. Ha compiuto gli studi teologici presso il seminario di Luanda in Angola e successivamente presso il seminario Émile Biayenda di Brazzaville.
Dopo aver ricevuto l'ordinazione sacerdotale il 6 febbraio 1994 a Pointe-Noire, ha studiato diritto canonico a Roma, conseguendo il dottorato presso la Pontificia Università della Santa Croce nel 2010. Nell'arcidiocesi di Pointe-Noire è stato membro del collegio dei consultori.

### Ministero episcopale
Il 6 gennaio 2024 papa Francesco lo ha nominato arcivescovo metropolita di Owando, a seguito delle dimissioni per raggiunti limiti d'età dell'arcivescovo Miguel Ángel Olaverri Arroniz. Ha ricevuto l'ordinazione episcopale il 24 febbraio seguente dalle mani del nunzio apostolico nella Repubblica del Congo Javier Herrera Corona, arcivescovo titolare di Vulturara, co-consacranti l'arcivescovo di Brazzaville Bienvenu Manamika Bafouakouahou e il suo predecessore Miguel Ángel Olaverri Arroniz. Durante la stessa celebrazione ha preso possesso dell'arcidiocesi.

## Genealogia episcopale
La genealogia episcopale è:
- Cardinale Scipione Rebiba
- Cardinale Giulio Antonio Santori
- Cardinale Girolamo Bernerio, O.P.
- Arcivescovo Galeazzo Sanvitale
- Cardinale Ludovico Ludovisi
- Cardinale Luigi Caetani
- Cardinale Ulderico Carpegna
- Cardinale Paluzzo Paluzzi Altieri degli Albertoni
- Papa Benedetto XIII
- Papa Benedetto XIV
- Papa Clemente XIII
- Cardinale Bernardino Giraud
- Cardinale Alessandro Mattei
- Cardinale Pietro Francesco Galleffi
- Cardinale Giacomo Filippo Fransoni
- Cardinale Antonio Saverio De Luca
- Arcivescovo Gregor Leonhard Andreas von Scherr, O.S.B.
- Arcivescovo Friedrich von Schreiber
- Arcivescovo Franz Joseph von Stein
- Arcivescovo Joseph von Schork
- Vescovo Ferdinand von Schlör
- Arcivescovo Johann Jakob von Hauck
- Vescovo Ludwig Sebastian
- Cardinale Joseph Wendel
- Arcivescovo Josef Schneider
- Vescovo Josef Stangl
- Papa Benedetto XVI
- Cardinale Pietro Parolin
- Arcivescovo Javier Herrera Corona
- Arcivescovo Abel Liluala